# Fußball-Weltmeisterschaft 1958/Österreich
Dieser Artikel behandelt die österreichische Nationalmannschaft bei der Fußball-Weltmeisterschaft 1958.

## Qualifikation
Österreich bekam es in der Qualifikation für die Weltmeisterschaft 1958 mit den Niederlanden und dem Fußballzwerg Luxemburg zu tun.
Nach einem klaren 7:0-Erfolg über die Luxemburger kam es vor 65.000 Zuschauern in Wien zum ersten Aufeinandertreffen mit dem Konkurrenten um die WM-Teilnahme – den Niederlanden. Nach einem Doppelschlag des Niederländers Noud van Melis (31., 32.) lag die österreichische Elf zur Halbzeit bereits mit 0:2 zurück. Doch in der zweiten Hälfte konnte das Spiel noch durch Tore von Karl Koller (47.), Hans Buzek (80.) und Karl Stotz (89.) gedreht werden.
Österreich spielte in folgender Aufstellung: Kurt Schmied – Ernst Kozlicek, Leopold Barschandt – Gerhard Hanappi, Karl Stotz, Karl Koller – Paul Halla, Robert Dienst, Hans Buzek, Otto Walzhofer, Walter Haummer
Im Rückspiel ging die Elf von Josef Argauer durch Gerhard Hanappi (29.) in Führung. Den Niederländern gelang in der zweiten Halbzeit lediglich noch der Ausgleich, wodurch Österreich für die WM 1958 praktisch qualifiziert war. Das abschließende Spiel gegen Luxemburg wurde mit 3:0 gewonnen.
| Österreich  | - | Luxemburg   | 7:0 |
| Österreich  | - | Niederlande | 3:2 |
| Niederlande | - | Österreich  | 1:1 |
| Luxemburg   | - | Österreich  | 0:3 |

## Österreichisches Aufgebot
| Nummer / Name | Nummer / Name            | Verein vor WM-Beginn | Geburtstag | Spiele   | Tore     |          |          |
| Torhüter      | Torhüter                 | Torhüter             | Torhüter   | Torhüter | Torhüter | Torhüter | Torhüter |
| ------------- | ------------------------ | -------------------- | ---------- | -------- | -------- | -------- | -------- |
| 22            | Bruno Engelmeier         | 1. Simmeringer SC    | 05.09.1927 |          |          |          |          |
| 12            | Kurt Schmied             | First Vienna FC      | 14.06.1926 | 1        |          |          |          |
| 1             | Rudolf Szanwald          | Wiener Sport-Club    | 06.07.1931 | 2        |          |          |          |
| Abwehr        |                          |                      |            |          |          |          |          |
| 18            | Leopold Barschandt       | Wiener Sport-Club    | 12.08.1925 |          |          |          |          |
| 2             | Paul Halla               | SK Rapid Wien        | 10.04.1931 | 1        |          |          |          |
| 3             | Ernst Happel             | SK Rapid Wien        | 29.11.1925 | 2        |          |          |          |
| 15            | Walter Kollmann          | SC Wacker Wien       | 17.06.1932 | 1        |          |          |          |
| 16            | Karl Stotz               | FK Austria Wien      | 27.03.1927 | 1        |          |          |          |
| 4             | Franz Swoboda            | FK Austria Wien      | 15.02.1933 | 3        |          |          |          |
| Mittelfeld    |                          |                      |            |          |          |          |          |
| 5             | Gerhard Hanappi          | SK Rapid Wien        | 16.02.1929 | 3        |          |          |          |
| 6             | Karl Koller              | First Vienna FC      | 08.02.1929 | 3        | 1        |          |          |
| 21            | Ignaz Puschnik           | Kapfenberger SV      | 05.02.1934 |          |          |          |          |
| Angriff       |                          |                      |            |          |          |          |          |
| 9             | Hans Buzek               | First Vienna FC      | 22.05.1938 | 3        |          |          |          |
| 19            | Robert Dienst            | SK Rapid Wien        | 01.03.1928 |          |          |          |          |
| 14            | Josef Hamerl             | Wiener Sport-Club    | 22.01.1931 |          |          |          |          |
| 7             | Walter Horak             | Wiener Sport-Club    | 01.06.1931 | 2        |          |          |          |
| 10            | Alfred Körner            | SK Rapid Wien        | 14.02.1926 | 3        | 1        |          |          |
| 17            | Ernst Kozlicek           | SC Wacker Wien       | 27.01.1931 | 2        |          |          |          |
| 8             | Paul Kozlicek            | SC Wacker Wien       | 22.07.1937 | 2        |          |          |          |
| 20            | Herbert Ninaus           | Grazer AK            | 31.03.1937 |          |          |          |          |
| 13            | Walter Schleger          | FK Austria Wien      | 19.09.1929 | 1        |          |          |          |
| 11            | Helmut Senekowitsch      | SK Sturm Graz        | 22.10.1933 | 3        |          |          |          |
| Trainer       |                          |                      |            |          |          |          |          |
|               | Josef Argauer (Teamchef) |                      | 15.11.1910 |          |          |          |          |

## Spiele
| Österreich – Brasilien 0:3   | Österreich – Brasilien 0:3                                                                                |
| ---------------------------- | --- |
| Daten                        | 282. Länderspiel am 8. Juni 1958 in Uddevalla                                                             |
| Österreich                   | Szanwald; Halla, Happel, Swoboda; Hanappi, Koller; Horak, Senekowitsch, Buzek, Körner, Schleger           |
| Brasilien                    | Gilmar; De Sordi, Nílton Santos; Dino Sani, Bellini, Orlando; Joel, Didi, Mazzola, Dida, Zagallo          |
| Tore                         | Mazzola (38., 90.); Santos (49.)                                                                          |
| Österreich – Sowjetunion 0:2 | |
| Daten                        | 283. Länderspiel am 11. Juni 1958 in Boraas                                                               |
| Österreich                   | Schmied; Kozlicek, Stotz, Swoboda; Hanappi, Koller; Horak, Kozlicek, Buzek, Körner, Senekowitsch          |
| Sowjetunien                  | Jaschin; Kessarew, Kusnezow; Woinow, Kryschewski, Zarjow; A. Iwanow, W. Iwanow; Simonjan, Salnikow, Iljin |
| Tore                         | Ilin (15.), W. Iwanow (62.)                                                                               |
| Österreich – England 2:2     | |
| Daten                        | 284. Länderspiel am 15. Juni 1958 in Boraas                                                               |
| Österreich                   | Szanwald; Kollmann, Happel, Swoboda; Hanappi, Koller; Kozlicek, Kozlicek, Buzek, Körner, Senekowitsch     |
| England                      | McDonald; Howe, Banks; Clamp, Wright, Slater; Douglas Robson, Kevan, Haynes, Court                        |
| Tore                         | Koller (16.), Körner (71.); Haynes (56.), Kevan (78.)                                                     |